# Periplaneta nigra
Periplaneta nigra är en kackerlacksart som beskrevs av Karlis Princis 1966. Periplaneta nigra ingår i släktet Periplaneta och familjen storkackerlackor. Inga underarter finns listade i Catalogue of Life.